# Wolfau
Wolfau è un comune austriaco di 1 433 abitanti nel distretto di Oberwart, in Burgenland; ha lo status di comune mercato (Marktgemeinde).